# Złodziej z Bagdadu (film 1924)
Złodziej z Bagdadu (ang. The Thief of Bagdad) – amerykański film z 1924 roku w reżyserii Raoula Walsha.

## Fabuła
Na pustyni pewien imam opowiada chłopcu historię. W średniowiecznym Bagdadzie ulicznik Ahmed wraz ze swym wspólnikiem zajmuje kradzieżą. Wędrując do meczetu wyśmiewa się z religii imama i prezentuje swoją filozofię brzmiącą: „Biorę to, czego chcę”. Nocą Ahmed zakrada się do pałacu kalifa za pomocą magicznej liny, którą ukradł podczas rytualnych modlitw. Wszystkie myśli o grabieży zostają zapomniane, gdy widzi śpiącą księżniczkę, córkę kalifa. Jej mongolska niewolnica nakrywa go i informuje strażników, ale Ahmedowi udaje się uciec. Wspólnik Ahmeda sugeruje mu, by porwał księżniczkę jako swoją zdobycz.
Następnego dnia odbywają się urodziny księżniczki, na których ma wybrać męża. Po jej rękę przybywają trzej książęta z Indii, Persji i Mongolii. Cham Sang, książę mongolski bardziej niż na ożenku z księżniczką zależy na podboju miasta. Żaden z adoratorów nie podoba się księżniczce, dopóki nie pojawia się przebrany za księcia Ahmed. Nocą, zgodnie ze starożytnym zwyczajem, księżniczka wybiera Ahmeda na swojego męża. Jednak z miłości i wyrzutów sumienia Ahmed porzuca plan porwania jej i na osobności przyznaje się, że w rzeczywistości jest pospolitym złodziejem i rezygnuje z jej ręki. O prawdziwej tożsamości Ahmeda dowiaduje się także Cham Sang, od mongolskiej niewolnicy będącej jego szpiegiem, i wzburzony informuje o tym kalifa. Ahmed za karę zostaje wychłostany i wrzucony do klatki z olbrzymią małpą, by rozerwała go na strzępy.  Jednak księżniczka wciąż kochająca Ahmeda przekupuje strażników, by pozwolili mu uciec.
Kiedy kalif nalega, aby księżniczka wybrała innego męża, jej lojalna niewolnica radzi opóźnić decyzję. Księżniczka prosi, by książęta przynieśli jej prezent po „siedmiu księżycach” i poślubi tego, który przyniesie jej najrzadszy skarb. W rozpaczy Ahmed zwraca się do imama. Ten mówi złodziejowi, aby stać się godnym szczęścia, musi przebyć niebezpieczną drogę w zdobyciu cennego skarbu. 
Tymczasem perski książę kupuje na bazarze latający dywan, książę Indii zdobywa magiczną kryształową kulę z oka gigantycznego bożka, która pokazuje wszystko, co chce zobaczyć, zaś Cham Sang pozostawia swojego sługę w Bagdadzie, mówiąc mu, aby zorganizował tam żołnierzy w przebraniu tragarzy. Dodatkowo jego nadworny mag przekazuje mu magiczne jabłko, które ma moc leczenia wszystkiego, nawet śmierci i wysyła wiadomość mongolskiej niewolnicy, aby otruć księżniczkę. Ahmed zaś po wielu przygodach zyskuje pelerynę-niewidkę i skrzynię z magicznym proszkiem, który zmienia się w cokolwiek zechce, gdy go rozsypie i pędzi z powrotem do Bagdadu.
Trzej książęta spotykają się zgodnie z ustaleniami na miejscu pobytu karawan, przed powrotem do Bagdadu. Cham San prosi indyjskiego księcia o sprawdzenie, czy księżniczka na nich czeka. Odkrywają, że jest bliska śmierci i dosiadają latającego dywanu, by do niej dotrzeć. Następnie Cham Sang używa magicznego jabłka, aby ją wyleczyć. Zalotnicy spierają się o to, który prezent jest najcenniejszy, ale księżniczka zwraca uwagę, że bez żadnego prezentu pozostałe dwa byłyby bezużyteczne w ratowaniu jej życia. Dodatkowo dostrzega w kryształowej kuli pędzącego Ahmeda, więc księżniczka przekonuje ojca, aby jeszcze zastanowił się nad swoim przyszłym zięciem. Cham Sang postanawia nie czekać, uwalniając tej nocy swoją tajną armię i zdobywając Bagdad.
Ahmed przybywa do bram miasta, gdzie widzi wszechobecnych Mongołów. Kiedy wyczarowuje wielką armię swoim proszkiem, mongolscy żołnierze uciekają. Ahmed uwalnia miasto i ratuje księżniczkę przed Cham Sangiem i jego żołnierzami, używając swojej peleryny-niewidki niewidzialności. W dowód wdzięczności kalif oddaje mu córkę jako żonę. Ahmed i księżniczka odlatują latającym dywanem.

## Obsada
- Douglas Fairbanks – Ahmed
- Julanne Johnston – księżniczka
- Charles Belcher – imam / Narrator
- Brandon Hurst – kalif
- Sōjin Kamiyama – książę mongolski Cham Shang
- Anna May Wong – mongolska niewolnica
- Noble Johnson – książę indyjski
- Mathilde Comont – książę perski
- K. Nambu – sługa Cham Shanga
- Snitz Edwards – wspólnik Ahmeda
- Tote Du Crow – wróżbita

## Wyróżnienia
| Data wpisania | National Film Registry |
| ------------- | --- |
| 1996          | Lista filmów budujących dziedzictwo kulturalne USA utworzona przez National Film Preservation Board i przechowywana w Bibliotece Kongresu Stanów Zjednoczonych |

| Rok wyróżnienia | Amerykański Instytut Filmowy                                     | Miejsce                              |
| --------------- | ---------------------------------------------------------------- | ------------------------------------ |
| 2008            | Lista 10 najlepszych filmów w 10 klasycznych gatunkach filmowych | 9. miejsce w kategorii filmy fantasy |